# Motz
Motz (Aussprache [mo]) ist eine französische Gemeinde mit 467 Einwohnern (Stand 1. Januar 2022) im Département Savoie in der Region Auvergne-Rhône-Alpes. Sie gehört zum Arrondissement Chambéry und ist Mitglied im Gemeindeverband Communauté d’agglomération Grand Lac. Die Bewohner werden Motziens und Motziennes genannt.

## Geographie
Motz ist die nördlichste Gemeinde des Départements an der Grenze zu den benachbarten Départements Ain und Haute-Savoie. Sie liegt auf 436 m, in der Nähe von Seyssel, etwa 40 km nördlich der Präfektur Chambéry und 22 km westlich der Stadt Annecy (Luftlinie). Das Dorf erstreckt sich in der Chautagne, an aussichtsreicher Lage auf einer Geländeterrasse rund 200 m über dem Talboden der Rhone, am Westhang der Montagne du Gros Foug.
Die Fläche des 9,04 km² großen Gemeindegebiets umfasst einen Abschnitt des Rhonetals. Die Rhone fließt hier in einem breiten Tal von Norden nach Süden, flankiert im Westen von der Jurakette des Grand Colombier, im Osten von der Kette der Montagne du Gros Foug. Die westliche Grenze verläuft im Bereich der Rhone, die unterhalb des Dorfes durch ein Wehr (Barrage de Motz) aufgestaut ist. Dadurch wird ihr Wasser auf einen Kanal und auf ein breites Altwasserflussbett aufgeteilt. Vom Flusslauf erstreckt sich das Gemeindeareal ostwärts über einen flachen Talboden und den Hang von Motz bis auf den dicht bewaldeten Kamm der Montagne du Gros Foug. Hier wird mit 1057 m die höchste Erhebung von Motz erreicht. Die nördliche Grenze bildet der Fier, der in einer markanten Klus mit eindrücklichen Felswänden den jurassischen Kamm der Montagne du Gros Foug durchbricht und dann in die Rhone mündet.
Zu Motz gehören neben dem eigentlichen Ortskern auch mehrere Weilersiedlungen und Gehöfte, darunter:
- Blinty (440 m) am Westhang der Montagne du Gros Foug
- Châteaufort (270 m) am östlichen Rand des Rhônetals
- Le Nant (400 m) am Westhang der Montagne du Gros Foug

Nachbargemeinden von Motz sind Seyssel im Norden, Vallières-sur-Fier und Lornay im Osten, Serrières-en-Chautagne im Süden sowie Anglefort im Westen.

## Geschichte
Die erste urkundliche Erwähnung von Motz erfolgte im 14. Jahrhundert. Im Lauf der Zeit wandelte sich der Ortsname von Mos über Mous und Moutz zu Motz. Im Mittelalter bestand in Châteaufort eine kleine Herrschaft, zu deren Ländereien die Dörfer Motz und Serrières gehörten. Die Herrschaft war zunächst zum Besitz der Familie Montluel; später gelangte sie an den Marquis von Lucey.

## Sehenswürdigkeiten
Die barocke Dorfkirche de l’Assomption wurde 1597 errichtet. Das Château de Châteaufort über dem Zusammenfluss von Rhone und Fier, ursprünglich im 13. Jahrhundert erbaut, wurde 1630 von Truppen Ludwigs XIII. gebrandschatzt und zerstört, im 18. Jahrhundert jedoch wieder aufgebaut. Auf dem Gemeindegebiet befinden sich verschiedene Herrschaftssitze und alte Bauernhäuser.

## Bevölkerung
| Jahr                       | 1962 | 1968 | 1975 | 1982 | 1990 | 1999 | 2006 | 2011 | 2020 |
| Einwohner                  | 312  | 277  | 294  | 291  | 288  | 330  | 377  | 403  | 436  |
| Quellen: Cassini und INSEE |      |      |      |      |      |      |      |      |      |

Mit 467 Einwohnern (Stand 1. Januar 2022) gehört Motz zu den kleinen Gemeinden des Département Savoie. Nachdem die Einwohnerzahl in der ersten Hälfte des 20. Jahrhunderts rückläufig war, wurde seit Beginn der 1990er Jahre wieder eine leichte Bevölkerungszunahme verzeichnet.

## Wirtschaft und Infrastruktur
Motz war bis weit ins 20. Jahrhundert hinein ein vorwiegend durch die Landwirtschaft geprägtes Dorf. Von Bedeutung ist insbesondere der Weinbau an den Hängen um Motz. Das Dorf liegt in der Weinbauregion Savoie. Weißweine aus der Rebsorte Altesse (lokal Roussette genannt) dürfen unter der geschützten Herkunftsbezeichnung Roussette de Savoie vermarktet werden. Für Weißweine anderer Rebsorten sowie Rotweine gilt die AOC Vin de Savoie.
Daneben gibt es heute verschiedene Betriebe des lokalen Kleingewerbes. Mittlerweile hat sich das Dorf auch zu einer Wohngemeinde entwickelt. Viele Erwerbstätige sind Wegpendler, die in den größeren Ortschaften der Umgebung ihrer Arbeit nachgehen.
Die Ortschaft liegt abseits der größeren Durchgangsstraßen, ist aber von der Departementsstraße D991, die von Aix-les-Bains nach Seyssel führt, leicht erreichbar. Der nächste Anschluss an die Autobahn A40 befindet sich in einer Entfernung von rund 23 km.